# Харків (готель)
«Харків» (первісно — «Інтернаціональ») — готель у центрі міста Харків. Має 205 номерів, бар, ресторан, 2 конференц-зали.
У 2008 р. відбулася реконструкція будівлі готелю.

## Історія

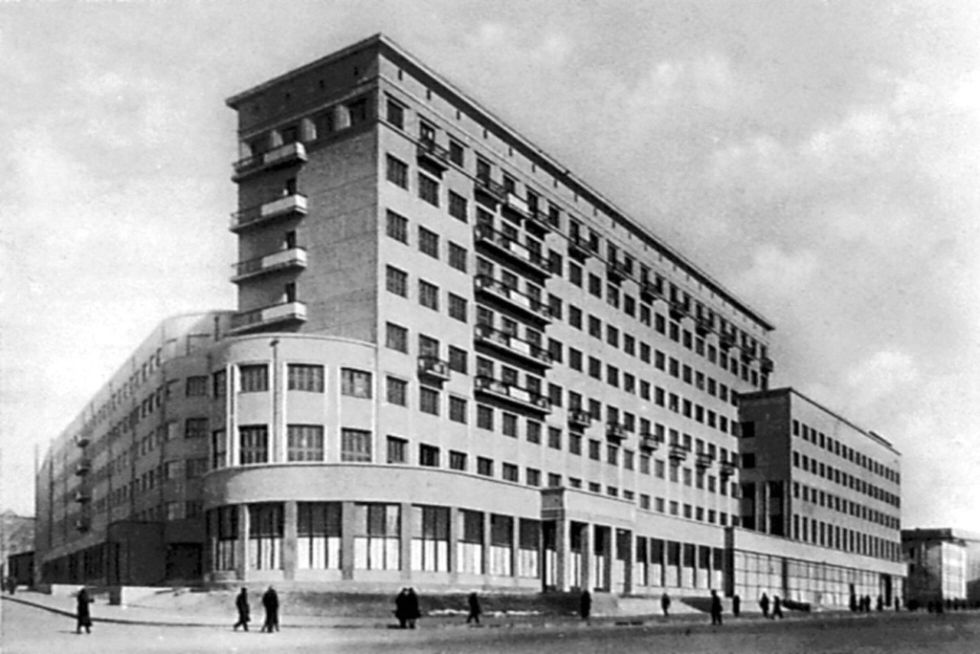
Готель «Харків» у 1930-ті роки

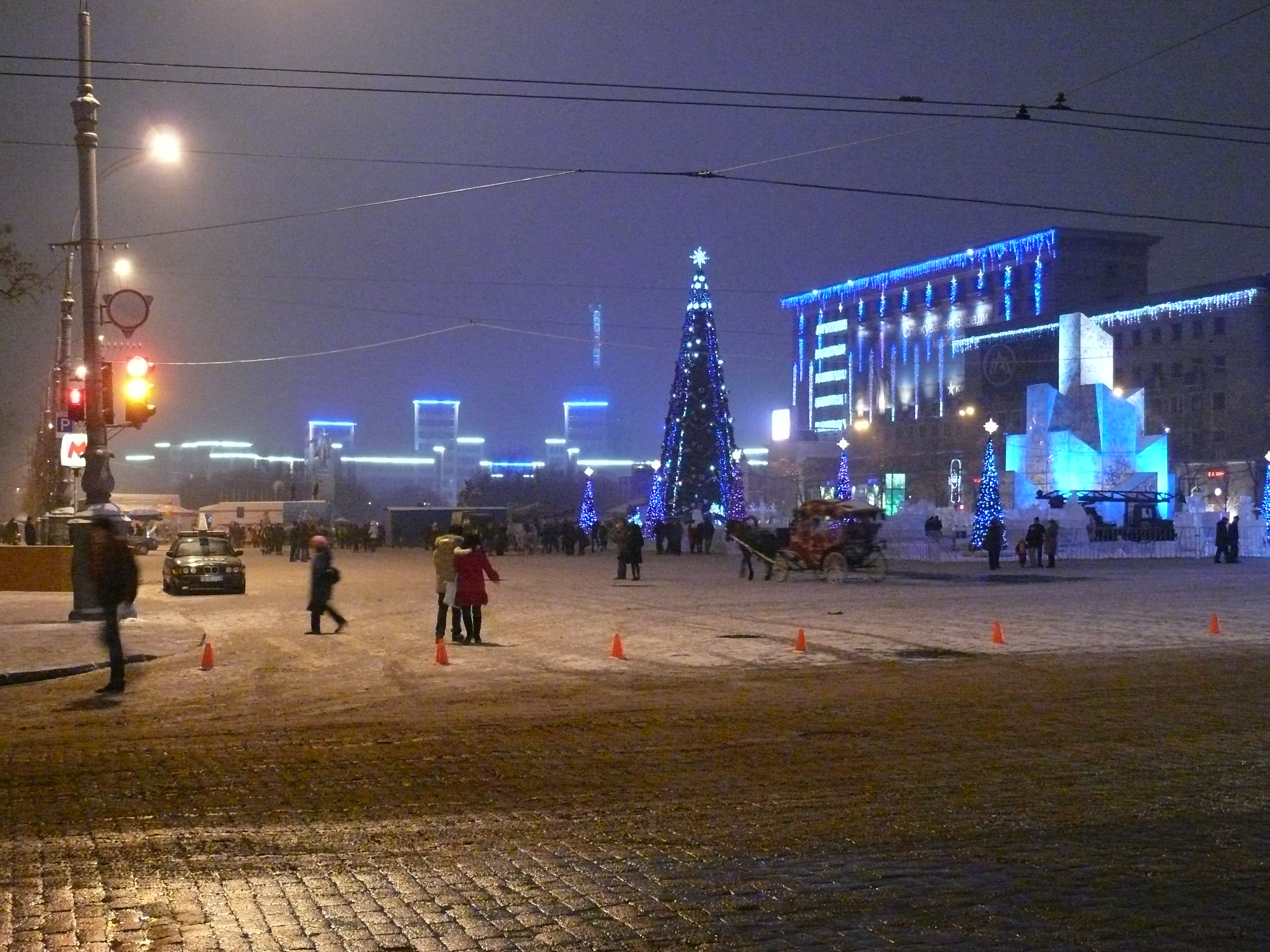
Готель та Держпром у новорічну ніч

Будівля побудований у 1932—1936 року за проєктом архітектора Григорія Яновицького в стилі конструктивізму. Спочатку носив назву «Інтернаціональ». Проєкт будівлі отримав золоту медаль у Парижі на Всесвітній виставці 1937 року.

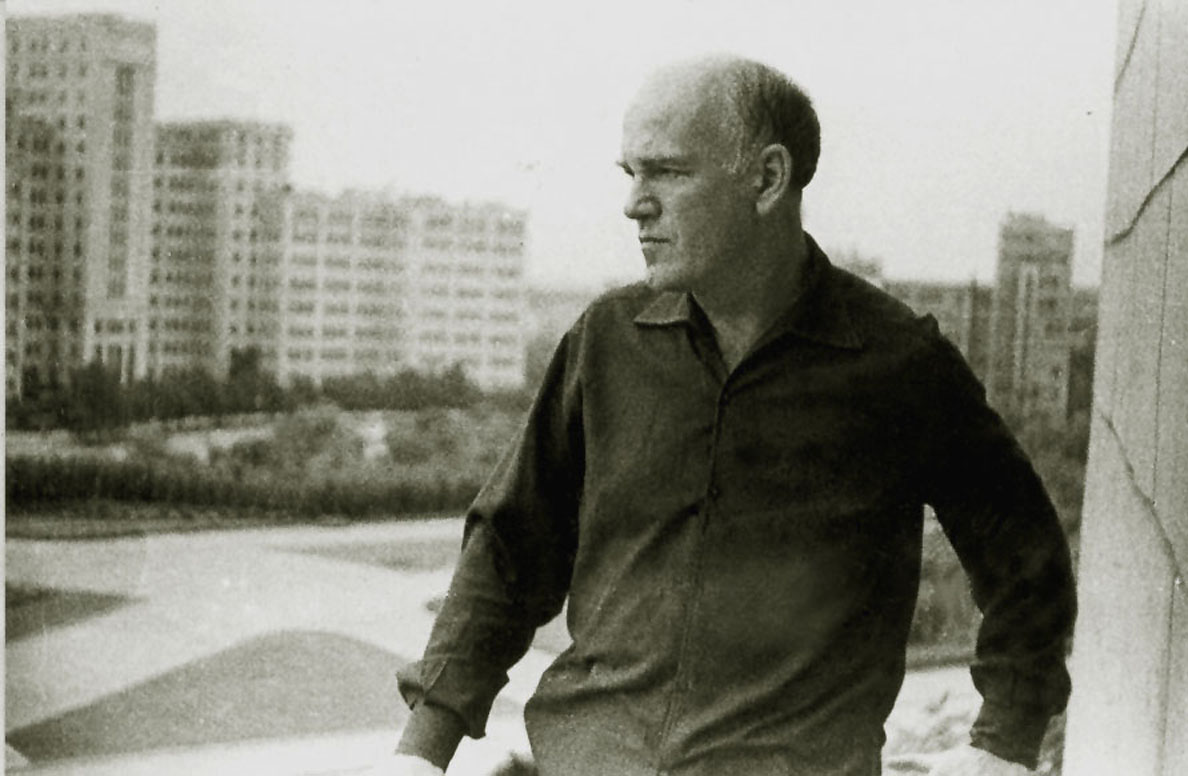
Святослав Ріхтер на балконі готелю «Харків», (1966)

Згідно з проєктом планувалися номери 8 типів різного ступеня комфортності. На кожному поверсі було облаштовано холи. Поруч із головним вестибюлем на першому поверсі розміщувалася кав'ярня площею 468 кв. м. На другому поверсі розміщувалися читальні зали та головний хол, був запланований і виставковий зал. У готелі був також ресторан 350—400 місць з великою терасою, а також окремий банкетний зал на 50-60 осіб. Мармурові сходи вели у двір, де в теплу пору можна було розташувати ресторанно-трельяжні кабіни навколо великого квітника з фонтаном і підмостками для концертів.
Будівництво, почалося у 1932 р. 6 листопада 1934 р. було пущено перший корпус готелю на 327 номерів. Ще два роки будівельники продовжували оздоблювальні роботи, які були повністю завершені лише в 1936 р. Готель налічував 495 номерів, одночасно в ньому могли проживати понад 2000 осіб.
Під час німецько-радянської війни будівля готелю горіла, в неї потрапляли снаряди, було зруйновано багато перекриттів.
Після війни відновлення будівлі готелю, який отримав найменування «Харків», було доручено автору. З огляду на останні архітектурні віяння, Яновицький під час відновлення фасадів відійшов від первісних форм, і будівля отримала різноманітні декоративні доповнення. Будівлю було оброблено жовтою штукатуркою, що імітує в цокольній частині рустовану кладку. Головний вхід до готелю акцентований двоповерховим портиком. У внутрішньому плануванні будівлі зберігалася колишня коридорна система.
У 1952 р. було пущено в експлуатацію першу чергу готелю. Після реконструкції та певного розширення площ у готелі налічувалося 450 номерів.

Вигляд на готель на розі майдан Свободи та вул. Трінклера, (2010)

У 1976 році до основної будівлі готелю був прибудований 16-поверховий корпус.